# HMS Khartoum
Lo HMS Khartoum (pennant number F45) fu un cacciatorpediniere della Royal Navy, parte della classe K ed entrato in servizio nel novembre 1939. Attivo durante la seconda guerra mondiale, il cacciatorpediniere operò inizialmente nelle acque delle Isole britanniche in forza alla Home Fleet svolgendo principalmente missioni di scorta ai convogli di navi mercantili. Nel maggio 1940 il Khartoum fu trasferito in forza alla Mediterranean Fleet, venendo quindi distaccato nel Mar Rosso per operare contro gli italiani nell'ambito delle operazioni della campagna dell'Africa Orientale Italiana.
Il 23 giugno 1940, nella zona dello stretto di Bab el-Mandeb, il Khartoum e altre unità britanniche colarono a picco il sommergibile italiano Evangelista Torricelli al termine di un duro scontro di superficie a colpi di cannone. Alcune ore dopo il Khartoum fu interessato da una grave esplosione con un conseguente incendio a bordo, venendo infine portato a incagliare sulla costa dell'isola di Perim dove fu dichiarato come non recuperabile; è oggetto di dibattito se l'esplosione fu causata dai danni patiti nel combattimento con il Torricelli o a causa di un difetto costruttivo dei siluri presenti a bordo dell'unità.

## Storia

### Operazioni nelle acque britanniche
Impostata nei cantieri navali della Swan Hunter di Wallsend il 27 ottobre 1937, l'unità fu varata il 6 febbraio 1939 con il nome di Khartoum per celebrare l'omonimo assedio della guerra mahdista, prima e unica nave della Royal Navy a portare questo nome; l'unità entrò in servizio il 6 novembre 1939, circa un mese dopo lo scoppio della seconda guerra mondiale, venendo messa in forza alla 5th Destroyer Flotilla della Home Fleet. Dopo aver svolto esercitazioni di messa a punto, ai primi di dicembre il Khartoum fu assegnato alle operazioni di scorta dei convogli mercantili nella zona degli approcci nord-occidentali della Gran Bretagna, facendo base nell'estuario del Clyde. Il 19 dicembre, al largo di Holy Island, il cacciatorpediniere riferì di essere stato oggetto di un attacco con i siluri da parte di un sommergibile tedesco, e di essere poi passato al contrattacco con lanci di bombe di profondità ma senza far registrare alcun successo; i registri tedeschi non riportano tuttavia alcuna traccia di questo tentato attacco.
Il Khartoum proseguì con le operazioni di scorta ai convogli al largo della costa della Scozia anche nel corso del gennaio 1940; il 1º febbraio il cacciatorpediniere prestò soccorso ai naufraghi del mercantile svedese Fram, silurato dal sommergibile tedesco U-13 al largo di Aberdour. Trasferitosi nella base di Rosyth, il Khartoum operò nel corso di febbraio lungo le rotte dei convogli tra la Norvegia e il Regno Unito: il 19 febbraio partecipò a un'infruttuosa sortita della Home Fleet nel tentativo di intercettare le navi da battaglia tedesche Gneisenau e Scharnhorst in crociera nel Mare del Nord, mentre il 21 febbraio appoggiò il gemello HMS Kimberley nel trainare a Kirkwall il mercantile tedesco Wahehe catturato al largo della Norvegia. Il 25 febbraio, a causa della navigazione nel mare mosso, il cacciatorpediniere accusò danni alla torrette dei cannoni di prua e allo scafo, che causarono uno scadimento della velocità massima a non più di 15 nodi; dopo aver portato a termine una missione di scorta a un convoglio, il 3 marzo il Khartoum lasciò il Clyde con il gemello HMS Kingston per raggiungere Plymouth il 6 marzo seguente, per poi essere messo in cantiere a Falmouth per lavori di riparazione e manutenzione.

### Operazioni nel Mar Rosso
Il Khartoum tornò operativo il 10 maggio 1940, trasferendosi quindi nella base di Portsmouth dove dovette svolgere ulteriori lavori all'apparto propulsivo a causa di alcuni malfunzionamenti registrati durante il passaggio nel canale de La Manica. Il 16 maggio il cacciatorpediniere fu riassegnato in forza alla 14th Destroyer Flotilla e quindi destinato a rinforzare lo scacchiere operativo del mar Mediterraneo, dopo avvisaglie circa una prossima entrata in guerra del Regno d'Italia; dopo una sosta a Gibilterra il 18 maggio e a Malta il 21 maggio, il Khartoum raggiunse quindi la base della Mediterranean Fleet britannica ad Alessandria d'Egitto il 23 maggio. Già il 24 maggio, tuttavia, l'unità e gli altri tre cacciatorpediniere della 14th Destroyer Flotilla furono inviati a Suez per operare nel teatro del Mar Rosso, trasferendosi il 28 maggio ad Aden per sorvegliare i movimenti navali italiani lungo la costa dell'Eritrea. Le ostilità tra Regno Unito e Italia ebbero quindi inizio il 10 giugno 1940, e il Khartoum svolse quindi missioni di pattugliamento davanti alla base italiana di Massaua.
Il 21 giugno, in squadra con i cacciatorpediniere Kingston e HMS Kandahar e le corvette Flamingo e Shoreham, il Khartoum iniziò a intraprendere un'estesa operazione di caccia al sommergibile italiano Evangelista Torricelli, segnalato nella zona dello stretto di Bab el-Mandeb sulla base di alcuni documenti nemici reperiti dai britannici a bordo del sommergibile Galileo Galilei, catturato il 18 giugno precedente. Tra le 11:15 e le 11:30 il Khartoum e il Kingston lanciarono attacchi con bombe di profondità sulla base di segnali sonar, ma perdendo poi il contatto con il bersaglio; questi attacchi causarono comunque alcuni danni al Torricelli, che decise di interrompere la sua missione e dirigere a nord per rientrare a Massaua. I britannici continuarono la caccia anche nel corso del 22 giugno, battendo le acque della zona e spostandosi poi in direzione dell'isola di Perim.
Alle 04:10 del 23 giugno il Kingston avvistò infine il Torricelli, intento a procedere in emersione nelle acque del Bab el-Mandeb; il sommergibile italiano si immerse, ma il Kingston chiamò il resto della flottiglia della zona iniziando subito le operazioni di ricerca. I britannici riguadagnarono il contatto alle 05:30 quando il Torricelli, nel tentativo di allontanarsi a maggior velocità dalla zona di ricerca, riemerse nuovamente venendo però subito avvistato dalla corvetta Shoreham; seguì uno scambio di cannonate tra il Torricelli e la Shoreham, mentre i cacciatorpediniere Khartoum, Kingston e Kandahar convergevano sul luogo dello scontro. Il Torricelli si difese a lungo facendo uso del cannone di bordo, ma si ritrovò ben presto sopraffatto; nel corso del combattimento il Khartoum mise a segno un colpo sulla torretta del sommergibile, ma fu a sua volta raggiunto da una granata da 100 mm sparata dal cannone del Torricelli. Gravemente danneggiato, il Torricelli si autoaffondò infine alle 06:10, e i cacciatorpediniere britannici presero quindi a bordo i superstiti dell'equipaggio; mentre il Kingston e il Kandahar muovevano per il rientro ad Aden, il Khartoum ricevette l'ordine di dirigere nelle acque di Perim per continuare i pattugliamenti.

### L'affondamento
Circa cinque ore dopo il combattimento con il Torricelli, intorno alle 11:50 di quello stesso 23 giugno il Khartoum fu interessato dall'improvvisa esplosione dei serbatoi di aria compressa di uno dei siluri ospitati nell'impianto lanciasiluri più a poppa: l'esplosione scagliò contro la tuga su cui era collocata la torretta di poppa dei cannoni da 120 mm la testata del siluro, la quale penetrò nel sottostante magazzino delle munizioni causando la rottura di una conduttura del carburante, che subito prese fuoco. Le fiamme impedirono l'accesso ai meccanismi di allagameto d'emergenza del magazzino delle munizioni, che quindi esplose: un membro dell'equipaggio rimase ucciso e altri quattro feriti, mentre la struttura della poppa collassava causando un vasto allagamento della sala macchine. Il cacciatorpediniere diresse all'incaglio lungo la costa di Perim, fermandosi infine nella posizione 12° 38' N, 43° 24' E con la chiglia a contatto del fondale e la poppa completamente immersa nell'acqua; la nave fu giudicata come impossibile da recuperare, e quindi abbandonata intorno alle 12:45: dopo aver distrutto il materiale sensibile e salvato il salvabile, l'equipaggio fu tratto in salvo dal sopraggiunto cacciatorpediniere Kandahar e portato ad Aden. Il relitto rimase a lungo esposto lungo la costa di Perim prima di venire distrutto dalla furia degli elementi.
Le esatte cause che portarono all'esplosione nell'impianto lanciasiluri poppiero, fatto scatenante la successione di eventi che portarono alla perdita del cacciatorpediniere, sono oggetto di discussione. Gli autori italiani riconducono l'esplosione ai danni causati dal proiettile del Torricelli incassato dal Khartoum nel precedente combattimento, attribuendo quindi al sommergibile il merito di aver affondato l'unità britannica; gli autori britannici sono più dubbiosi e, come la stessa commissione d'inchiesta dell'Ammiragliato britannico riunitasi per investigare sull'accaduto, attribuiscono l'esplosione a un difetto costruttivo dei serbatoi dell'aria compressa dei siluri Mark IX portati dal cacciatorpediniere, facendo riferimento a incidenti analoghi verificatisi precedentemente anche su altre unità. Tuttavia lo storico inglese Paul Kemp ha sostenuto, nel proprio The Admiralty Regrets, edito nel 2009 da Sutton a Thrupp-Stroud, che si trattò della conseguenza dei danni sostenuti, poche ore prima, da quel caccia nel corso del combattimento a cannonate, combattuto contro il Torricelli.